# اتفاق النسب المئوية

نسخة ونستون تشرشل من اتفاقه السري مع جوزيف ستالين

اتفاق النسب المئوية كانت اتفاقية سرية غير رسمية بين رئيس الوزراء البريطاني ونستون تشرشل والزعيم السوفيتي جوزيف ستالين خلال مؤتمر موسكو الرابع في أكتوبر 1944. حددت الاتفاقية النسب المئوية لتقسيم السيطرة على دول أوروبا الشرقية، وقسمتها إلى مناطق نفوذ. تمت استشارة فرانكلين روزفلت مبدئيًا وتم التنازل عن الاتفاقية. تم نشر محتوى الاتفاقية لأول مرة من قبل تشرشل في عام 1953 في المجلد الأخير من مذكراته. تم استبعاد السفير الأمريكي أفريل هاريمان، الذي كان من المفترض أن يمثل روزفلت في هذه الاجتماعات، من هذا النقاش.

## إستراتيجية تشرشل المتوسطية
خلال الحرب العالمية الثانية، أدرك ونستون تشرشل أن بريطانيا قد أنفقت فعليًا كل رأس مالها الاحتياطي على الحرب وأصبحت تعتمد اقتصاديًا على الدعم الأمريكي. وأدرك أن الاتحاد السوفيتي سينتهي به الأمر ليكون أقوى بكثير مما كان عليه قبل الحرب، في حين أن بريطانيا ستكون أضعف. خوفًا من عودة الولايات المتحدة إلى الانعزالية بعد الحرب، وترك بريطانيا الضعيفة اقتصاديًا لمواجهة الاتحاد السوفيتي وحدها، سعى إلى اتفاقية استباقية مع ستالين من شأنها أن تعمل على استقرار عالم ما بعد الحرب وتقيد السوفييت بطريقة كانت مواتية للمصالح البريطانية.  في هذا الصدد، كان تشرشل مهتمًا بشكل خاص بتأمين البحر الأبيض المتوسط داخل دائرة النفوذ البريطاني، موضحًا أنه لا يريد الشيوعيين أن يصلوا إلى السلطة في إيطاليا واليونان ويوغوسلافيا لأنه كان يعتقد أن الحكومات الشيوعية في تلك الدول ستسمح الدول للاتحاد السوفيتي بإنشاء قواعد جوية وبحرية في تلك الدول، مما قد يهدد الشحن البريطاني في البحر الأبيض المتوسط. كانت قناة السويس والبحر الأبيض المتوسط طريقين ملاحيين رئيسيين بين بريطانيا ومستعمراتها في آسيا، وخاصة الهند، إلى جانب دومينيون أستراليا ونيوزيلندا. كما أنه كان الطريق الرئيسي الذي تستخدمه الناقلات لنقل النفط من الشرق الأوسط إلى بريطانيا.  بسبب قناة السويس، كان تشرشل ومسؤولون بريطانيون آخرون يعتزمون إبقاء مصر في دائرة النفوذ البريطاني من خلال استمرار الاحتلال العسكري لمصر الذي بدأ عام 1882، والذي كان متصورًا في بريطانيا على أنه دائم.  بالنسبة لتشرشل، تطلبت السيطرة البريطانية على قناة السويس السيطرة البريطانية على البحر الأبيض المتوسط والبحر الأحمر. سيؤدي فقدان السيطرة على أي منهما إلى إلغاء ميزة السيطرة على قناة السويس. وهكذا، بالنسبة لتشرشل، كان من الأهمية بمكان التأكد من أن الدول الواقعة على ممرات البحر الأبيض المتوسط، مثل إيطاليا واليونان، كانت في دائرة النفوذ البريطاني بعد الحرب.  المثير للإزعاج بالنسبة لتشرشل، أنه خلال الحرب كان لدى كل من إيطاليا واليونان ويوغوسلافيا أحزاب شيوعية كبيرة جدًا ومتنامية، وكان مقاتلو المقاومة الأكثر فاعلية ضد قوات المحور في تلك البلدان شيوعيين أيضًا.
قدر تشرشل حقيقة أن الاتحاد السوفياتي خلال معظم الحرب كان يقوم بأغلبية القتال ضد ألمانيا. في الوقت نفسه، دعا إلى "إستراتيجية متوسطية" أنجلو أمريكية لضرب "بطن ضعيف" مفترض للمحور والتقدم إلى أوروبا الشرقية، بقدر منع الجيش الأحمر من التقدم غربًا للفوز بالحرب.  تسببت "إستراتيجية البحر المتوسط" لتشرشل، والتي دعمها لأسباب سياسية أكثر من لأسباب عسكرية، في الكثير من التوتر مع الأمريكيين، الذين فضلوا محاربة وهزيمة الفيرماخت في شمال غرب أوروبا.  كانت السياسة البريطانية بعد يونيو 1941 هي دعم الاتحاد السوفيتي حيث أن الهزيمة السوفيتية ستحرر غالبية الفيرماخت للقتال في الغرب. في الوقت نفسه، كان تشرشل يأمل في أن تنتهي الحرب مع بقاء الجيش الأحمر إلى حد ما داخل حدود عام 1941 للاتحاد السوفيتي مع تحرير الحلفاء لبقية أوروبا. اعتقد تشرشل، مع قادة بريطانيين آخرين، أن بريطانيا لا تستطيع تحمل خسائر فادحة في القتال ضد الألمان، وحقيقة أن الجيش الأحمر كان يقوم بمعظم القتال، مما تسبب في خسائر فادحة للألمان بينما تكبد نفسه خسائر فادحة، كان مصدر رضاء له.  دعت "إستراتيجية البحر المتوسط" التي وضعها تشرشل الحلفاء إلى السيطرة على شمال إفريقيا، ثم غزو إيطاليا، والتي بدورها ستُستخدم كقاعدة لغزو البلقان. وصفها المؤرخ ديفيد كارلتون بأنها استراتيجية تستند إلى حد كبير على أيديولوجية تشرشل المناهضة للشيوعية حيث كان يرغب في وضع جيوش الحلفاء في أقصى أوروبا الشرقية قدر الإمكان لمنع الجيش الأحمر من التحرك غربًا.  كما أشار كارلتون إلى التناقض في إستراتيجية تشرشل الكبرى التي دعت الاتحاد السوفيتي إلى القيام بمعظم القتال وتكبد أكبر الخسائر بينما افترض في نفس الوقت أن بريطانيا ستكون قادرة على التدخل عندما يحين الوقت المناسب لمنع الجيش الأحمر من التحرك غربًا. لاحظ كارلتون أن الجيش الأحمر قام بمعظم القتال وسيطر على معظم أوروبا الشرقية في 1944-1945. 
وكنتيجة طبيعية لـ "استراتيجيته المتوسطية"، دعم تشرشل خططًا لاتحاد النمسا والمجر بعد الحرب كوسيلة للحد من النفوذ السوفيتي في أوروبا الشرقية، مفضلاً سلامًا رحيمًا مع المجريين.  كان تشرشل مترددًا بشكل ملحوظ في إعلان الحرب على المجر، وفعل ذلك فقط تحت ضغط سوفييتي شديد.  في عام 1942، تم توقيع معاهدات من قبل الحكومات في المنفى لاتحاد ما بعد الحرب الذي يوحد يوغوسلافيا واليونان، واتحاد آخر يوحد بولندا وتشيكوسلوفاكيا. كان تشرشل يأمل في أن يعمل الاتحاد النمساوي المجري المقترح كحلقة وصل لدولة عظمى في أوروبا الشرقية تمتد من بحر البلطيق إلى البحر الأبيض المتوسط والتي من شأنها أن تضع الكثير من أوروبا الشرقية في مجال النفوذ الغربي.  كان رئيس الوزراء المجري ميكلوس كالي مقتنعًا بحلول عام 1943 أن قوى المحور كانت متجهة إلى خسارة الحرب، وكان اهتمامه الرئيسي هو ضمان توقيع المجر هدنة مع بريطانيا والولايات المتحدة قبل وصول الجيش الأحمر إلى المجر. طوال عام 1943، كان الدبلوماسيون المجريون في تركيا على اتصال سرا بالدبلوماسيين البريطانيين والأمريكيين، وأخبروهم أن حكومتهم لم تعد ترغب في القتال مع ألمانيا. في 9 سبتمبر 1943، على متن يخت في بحر مرمرة خارج اسطنبول مباشرة، وقع السفير البريطاني في تركيا السير هوغي كناتشبول هوجسن سرا هدنة مع الدبلوماسي المجري لازلو فيريس التي بموجبها تستسلم القوات المجرية للقوات البريطانية والأمريكية. لحظة وصولهم إلى المجر؛ بشكل ملحوظ، كانت الهدنة السرية غامضة بشأن ما إذا كانت تنطبق أيضًا على القوات السوفيتية. على الرغم من أن كالي رفض الهدنة عندما علم أنها تضمنت طلب الحلفاء بالاستسلام غير المشروط، في 10 سبتمبر، أخبر القنصل المجري في اسطنبول، ديز أوجفاري، السير رونالد هيو كامبل، السفير البريطاني في لشبونة، أن حكومته ستلتزم بشروط الهدنة السرية. أدى استعداد حكومة المجر المحافظة المتطرفة التي سيطرت عليها الطبقة الأرستقراطية والنبلاء للتواصل مع بريطانيا إلى رفع الآمال في أن تكون المجر في مجال النفوذ البريطاني في عالم ما بعد الحرب. 
كانت بلغاريا متحالفة مع ألمانيا وحصلت على أراضي رومانية ويونانية ويوغوسلافية في 1940-1941. في ديسمبر 1941، أعلن الملك بوريس الثالث ملك بلغاريا الحرب على الولايات المتحدة وبريطانيا، لكنه لم يعلن الحرب على الاتحاد السوفيتي، لأن المشاعر الروسية التقليدية للشعب البلغاري تجاه زملائه السلاف كانت ستجعل إعلان الحرب أمرًا لا يحظى بشعبية كبيرة. في اللجنة الاستشارية الأوروبية التي كانت مسؤولة عن صياغة الهدنة مع دول المحور، لم يشارك الاتحاد السوفيتي، لأنه لم يكن في حالة حرب مع بلغاريا، بينما لم تكن الولايات المتحدة مهتمة بهدنة مع ما كان يعتبر دول البلقان المتخلفة مثل بلغاريا. وهكذا وجد البريطانيون أن بلغاريا كانت مسؤوليتهم بشكل افتراضي، ولم يخطر ببالهم احتمال قيام الاتحاد السوفيتي بإعلان الحرب على بلغاريا، مما دفعهم إلى افتراض أن بلغاريا ستكون في دائرة النفوذ البريطاني بعد الحرب بشكل افتراضي. 
كما تسبب دعم تشرشل للاحتفاظ بالنظام الملكي في كل من إيطاليا واليونان كأفضل طريقة لإبعاد الشيوعيين عن السلطة بعد الحرب في توترات مع الأمريكيين، الذين اعترضوا على سلوك الملك فيكتور عمانويل الثالث في إيطاليا والملك جورج الثاني في اليونان الذين دعما الأنظمة الفاشية. على عكس تشرشل الذي فضل ليس فقط الاحتفاظ بالملكيات في إيطاليا واليونان ولكن أيضًا الاحتفاظ بالرجال الذين دعموا الفاشية مثل المارشال بيترو بادوليو، كان روزفلت أكثر انفتاحًا على جعل إيطاليا واليونان جمهوريتين بعد الحرب بينما كان يفضل الرجال الليبراليين والمواقف اليسارية المعتدلة كقادة المستقبل بعد الحرب.  ومع ذلك، فإن حقيقة عدم وجود قوات سوفيتية تقاتل في إيطاليا قللت من مخاوف تشرشل من وصول الحزب الشيوعي الإيطالي إلى السلطة بعد الحرب. مع العلم أن قوات الجيش الأحمر في أوكرانيا كانت قريبة جدًا من رومانيا، مما يشير إلى أن السوفييت ربما يدخلون تلك الأمة أولاً، في مايو 1944، التقى وزير الخارجية البريطاني السير أنتوني إيدن مع فيدور تاراسوفيتش جوسيف، السفير السوفيتي في بريطانيا، لمناقشة ترتيب تكون اليونان بموجبه في دائرة النفوذ البريطاني مقابل أن تكون رومانيا في دائرة النفوذ السوفيتي. 
على الرغم من أن يوغوسلافيا لم تكن تعتبر مهمة مثل إيطاليا واليونان، إلا أن تشرشل ضغط في يونيو 1944 من أجل تشكيل حكومة ائتلافية من شأنها أن تدمج الحكومة المؤقتة في يوغوسلافيا الديمقراطية التي أعلنها المارشال جوزيب بروز تيتو في عام 1943 مع الحكومة اليوغوسلافية في المنفى ومقرها في لندن برئاسة الملك بيتر الثاني. كان تشرشل يأمل في أن يتمكن بمساعدة ستالين من إقناع تيتو بقبول الملك بيتر الثاني، معتقدًا أن الاحتفاظ بالملكية سيضمن بقاء يوغوسلافيا جزئيًا على الأقل في مجال النفوذ البريطاني بعد الحرب.  ومع ذلك، على عكس اليونان وإيطاليا، حيث كان على السفن البريطانية التي تستخدم طريق قناة السويس أن تبحر، لم يكن هذا هو الحال مع يوغوسلافيا، مما دفع تشرشل إلى إعطاء أهمية أقل لتلك الأمة. تجاه اليونان، كانت السياسة البريطانية كما ورد في وثيقة داخلية "سياستنا طويلة المدى تجاه اليونان هي الاحتفاظ بها في مجال النفوذ البريطاني، و ... لن تكون اليونان التي يهيمن عليها الروس من خلال الإستراتيجية البريطانية في شرق البحر المتوسط".  مع العلم أن قوة المقاومة الرئيسية في اليونان كانت جبهة التحرير الوطني التي يهيمن عليها الشيوعيون، كانت السياسة البريطانية هي دعم جبهة التحرير كطريقة لربط القوات الألمانية التي قد تقاتل ضد البريطانيين بطريقة أخرى، ولكن في الوقت نفسه لمنع الجبهة من الوصول إلى السلطة وضمان عودة الحكومة اليونانية في المنفى ومقرها القاهرة إلى اليونان.  نظرًا للأهمية التي يعلقها تشرشل على اليونان، فقد أراد بشدة اتفاقًا مع ستالين تقبل موسكو بموجبه اليونان على أنها داخل دائرة النفوذ البريطاني. 
في 4 مايو 1944، سأل تشرشل وزير خارجيته، أنتوني إيدن، السؤال الخطابي: "هل سنقبل اتصالات البلقان وربما إيطاليا؟" ورد تشرشل على سؤاله بالقول إن على بريطانيا أن "تقاوم التسريب والغزو الشيوعيين". أدت محاولة العمل في مجالات نفوذ البلقان بجوزيف إلى التساؤل عما إذا كان الأمريكيون مشمولين. أكد إيدن لجوزيف أن الأمريكيين سوف يدعمون اتفاقية مجالات النفوذ، ولكن عندما سئلوا، ردت وزارة الخارجية بحزم أنه ليس من سياسة الولايات المتحدة عقد مثل هذه الاتفاقات لأن ذلك من شأنه أن ينتهك ميثاق الأطلسي.  بعد أن واجه تشرشل موقف صعب، ناشد روزفلت مباشرة.

## الوضع العسكري عام 1944
في 22 يونيو 1944، أطلق الجيش الأحمر عملية باغراتيون وفي المعركة التي تلت ذلك على مدار الـ 12 يومًا التالية دمر مجموعة جيوش الوسط، حيث قضى على 21 فرقة يبلغ مجموعها حوالي 300,000 رجل.  أدى تدمير مجموعة الجيش إلى إحداث فجوة كبيرة في الخطوط الألمانية على الجبهة الشرقية، وأدى إلى تقدم سوفييتي سريع.  في 20 أغسطس 1944، شن الجيش الأحمر هجومًا كبيرًا على البلقان وغزا رومانيا، التي كان نفطها مفتاح المجهود الحربي الألماني.  في 21 أغسطس 1944، كتب طبيب تشرشل، اللورد موران، في مذكراته: "لم يتحدث ونستون أبدًا عن هتلر هذه الأيام. إنه يعزف دائمًا على مخاطر الشيوعية. إنه يحلم بانتشار الجيش الأحمر مثل السرطان من بلد إلى آخر. لقد أصبح هاجسًا، ويبدو أنه لا يفكر في شيء آخر، "استمر في الإشارة إلى أن رد تشرشل على الهجوم السوفيتي على رومانيا كان التصريح:" يا إلهي، الروس ينتشرون في جميع أنحاء أوروبا مثل المد.  على الرغم من أن الجيشان الألمانيان السادس والثامن في رومانيا قاوما بضراوة، إلا أن الجيش الروماني، الذي كان  يتدهور لبعض الوقت، انهار في مواجهة هجوم الأسلحة السوفيتي المشترك. حاصر الجيش الأحمر الجيش السادس الألماني، الذي استسلم منه الرجال في فرقه الثمان عشر أو قُتلوا، في حين انسحب الجيش الثامن المدمر بشدة إلى هنغاريا لإبقاء الممرات في جبال الكاربات بهدف منع السوفييت من التقدم في المجر.
في 23 أغسطس 1944، أقال ميخائيل ملك رومانيا رئيس وزرائه الموالي لألمانيا المارشال يون أنتونيسكو، ووقع هدنة مع السوفييت، وأعلن الحرب على المجر وألمانيا.  كان الملك يأمل في أن تحول رومانيا قد ينقذ الفرع الروماني من آل هوهنتسولرن من استبداله بعد الحرب مع النظام الشيوعي. الفيرماخت، الذي فقد 380 ألف رجل في محاولة فاشلة للسيطرة على رومانيا على مدار أسبوعين في أغسطس 1944، وجد الآن مواقعه بالكامل في البلقان معرضة للخطر. 
كان تشرشل مفتونًا بمنطقة البلقان، والتي اعتبرها واحدة من أكثر الأماكن ملاءمة للعمليات.  كان الموضوع المتكرر لـ "إستراتيجيته المتوسطية" خطته للحلفاء للهبوط على الساحل الأدرياتيكي ليوغوسلافيا والتقدم عبر ليوبليانا جاب في جبال الألب للوصول إلى النمسا من أجل تحقيق مطالبة ما بعد الحرب بأوروبا الشرقية.  أثار الموقف الألماني المنهار في البلقان اهتمام تشرشل مرة أخرى بخططه في منطقة ليوبليانا جاب، لكن الهبوط في دالماتيا سيتطلب الاستيلاء على شمال شرق إيطاليا أولاً.  في 25 أغسطس، بدأ الجيش الثامن البريطاني عملية الزيتون، وهي هجوم ضد الخط القوطي في شمال إيطاليا بقيادة الفيلق الكندي الأول بهدف الاستيلاء على بيزارو وريميني، والتي كان من المقرر استخدامها كموانئ لدعم مخطط الهجوم البريطاني في يوغوسلافيا.  المقاومة الألمانية الشديدة على الخط القوطي، والتي استفادت بشكل أفضل من التضاريس الدفاعية الطبيعية لشمال شرق إيطاليا التي كانت تتقاطع فيها الجبال و 14 نهراً، أدت إلى تقدم الجيش الثامن بشكل أبطأ بكثير مما كان يؤمل. وأدى إلى وضع خطط بوابة ليوبليانا على الرف.  في كتابه "النصر والمأساة"، وهو آخر كتبه عن تاريخ الحرب العالمية الثانية، هاجم تشرشل الأمريكيين في عملية دراغون، وهي غزو جنوب فرنسا، والتي عارضها.  كتعبير عن المرارة من أن الأمريكيين عارضوا استراتيجيته في البحر الأبيض المتوسط، ادعى تشرشل أنه إذا تم توفير القوة البشرية والموارد المخصصة لعملية دراغون فقط لخطط التقدم في فجوة ليوبليانا، فإن الحلفاء كانوا سيأخذون فيينا في عام 1944 وبالتالي منع الجيش الأحمر من الاستيلاء على تلك المدينة عام 1945. 
في 2 سبتمبر 1944، تخلت بلغاريا عن التحالف مع الرايخ وأعلنت حيادها.  في 5 سبتمبر 1944، أعلن الاتحاد السوفيتي الحرب على بلغاريا وعبر الجيش الأحمر نهر الدانوب إلى بلغاريا في نفس اليوم.  استسلم البلغار على الفور وفي نفس اليوم الذي غزا فيه الاتحاد السوفيتي، غيرت بلغاريا موقفها وأعلنت الحرب على ألمانيا.  في 9 سبتمبر، استولت جبهة الوطن بقيادة الشيوعيين على السلطة في بلغاريا وفي 15 سبتمبر دخل الجيش الأحمر صوفيا.  وضع الاحتلال السوفيتي لبلغاريا الجيش الأحمر على حدود يوغوسلافيا واليونان وتركيا، وكلها تحد ممرات البحر الأبيض المتوسط التي كان تشرشل مصممًا على رفضها للسوفييت بعد الحرب.  في مؤتمر كيبيك الثاني الذي عقد بين روزفلت وتشرشل في مدينة كيبيك بين 12-16 سبتمبر، أمضى تشرشل وبقية الوفد البريطاني الكثير من الوقت في الحديث عن بلغاريا.  خلال المؤتمر نفسه، رفض روزفلت مرة أخرى خطط تشرشل لهجوم ليوبليانا جاب، قائلاً إن البلقان لم تكن المسرح الحاسم للحرب التي ظل تشرشل يقول إنها كذلك، ويجب على الحلفاء التركيز على شمال غرب أوروبا.  في المؤتمر، كان على المارشال آلان بروك، رئيس الأركان العامة الإمبراطورية، إبلاغ تشرشل بأن الجيش البريطاني قد امتد إلى نقطة الانهيار بسبب الخسائر الناجمة عن القتال في شمال غرب أوروبا، إيطاليا، وبورما، ولن تتوفر سوى قوة هيكلية للعمليات في البلقان.  نصح بروك تشرشل بأن خططه للجيش البريطاني لاحتلال البلقان مع المجر كان من المستحيل تحقيقها في الوقت الحاضر دون مشاركة أمريكية. 
كان البريطانيون قلقين بشكل خاص من احتمال أن يسمح ستالين لـ "بلغاريا الكبرى" التي نشأت في عام 1941 عندما خصص الألمان مقدونيا اليوغوسلافية مع الكثير من تراقيا اليونانية ومقدونيا اليونانية لبلغاريا بالاستمرار بعد الحرب.  كانت "بلغاريا الكبرى" التي تم إنشاؤها في عام 1941 قد منحت بلغاريا سواحلًا على بحر إيجه، والأكثر إزعاجًا للبريطانيين، أن السوفييت سمحوا للبلغار بالبقاء في أجزاء من اليونان ويوغوسلافيا التي ضموها تحت هذه الأراضي. أن بلغاريا كانت الآن حليفًا للاتحاد السوفيتي.  كان الأمر الأكثر إثارة للخوف بالنسبة لتشرشل هو احتمال تحول الجيش الأحمر جنوبًا إلى اليونان وتحريرها، وبالتالي تقديم بريطانيا أمام الأمر الواقع مع تنصيب جبهة التحرير الوطني في السلطة.  في حالة من اليأس، أرسل إيدن برقية في 21 سبتمبر إلى السير أرشيبالد كلارك كير، السفير في موسكو، طالبًا منه أن يقول إنه يأمل "لن تجد الحكومة السوفيتية أنه من الضروري إرسال قوات روسية إلى أي جزء من اليونان إلا بالاتفاق مع حكومة جلالة الملك".  بعد يومين من انتظار الرد السوفيتي، في 23 سبتمبر، أخبر نائب مفوض الخارجية، أندريه فيشينسكي، كلارك كير أن الاتحاد السوفيتي سوف يحترم اتفاقية إيدن-جوسيف في مايو 1944.  بالإضافة إلى اليونان دفع تشرشل بقوة لبلغاريا للعودة إلى حدود ما قبل عام 1941.  كان تشرشل غير مبالٍ بشكل خاص بإلغاء معاهدة كرايوفا لعام 1940، والتي منحت البلغار دبروجة الجنوبية على حساب رومانيا.
مع تقدم السوفييت إلى بلغاريا، انخرط الجيش الأحمر أيضًا في قتال وحشي على ممرات ترانسيلفانيان في جبال الكاربات المؤدية إلى المجر، لكن القليل منهم شك في أنها ستكون مسألة وقت فقط قبل دخول السوفييت السهل المجري.  في 21 سبتمبر 1944، استولى الجيش الأحمر على مدينة أراد، وهي مدينة ترانسيلفانيا احتلها المجريون، واندلع الذعر في بودابست.  في 24 سبتمبر 1944، قرر حاكم المجر، الأدميرال ميكلوش هورتي، فتح محادثات سرية للتوصل إلى هدنة مع الاتحاد السوفيتي، وهو ما كان يقاوم القيام به حتى ذلك الحين، وأرسل إلى ستالين خطابًا يدعي فيه أنه تم تضليله بشأن الحادث. مما أدى بالمجر إلى دخول الحرب ضد الاتحاد السوفيتي في عام 1941، وقبل الآن أن السوفييت لم يقصفوا مدينة كوشيتسه المجرية.  مثل ملك بلغاريا، كان الأدميرال هورتي يأمل في أن توقيع الهدنة الآن قد ينقذ المجر من النظام الشيوعي، وعلاوة على ذلك أراد الاحتفاظ بجزء من ترانسيلفانيا الذي حصلت عليه المجر بموجب منحة فيينا الثانية لعام 1940.  يوم 6 أكتوبر 1944، بدأت معركة ديبريسين عندما اندفع الجيش الأحمر في السهل المجري.  استولى الجيش الأحمر على مدينة دبرتسن ثم خسرها، وتمكن من الفرار من خلال ثلاثة فيالق سوفيتية والتي حاصرت الهجوم الألماني المضاد.  تم إيقاف التقدم السوفيتي إلى بودابست في الوقت الحالي، ولكن كان من المفترض أن الجيش الأحمر سيستأنف تقدمه.
في نفس الوقت الذي كان فيه الجيش الأحمر يتقدم في البلقان وكان يشق طريقه إلى المجر، وجد الحلفاء الغربيون أنفسهم في طريق مسدود على الجبهة الغربية حيث تبددت آمال الجنرالات الأنجلو-أمريكيين في إنهاء الحرب بحلول عيد الميلاد أمام مقاومة شديدة من الفيرماخت.  الاعتقاد السائد لدى الضباط الأنجلو أميركيين بأن حملة نورماندي قد شلت الفيرماخت في أوروبا الغربية تبين أنه خاطئ كما يسميه المؤرخون الألمان "معجزة سبتمبر"، تعافى الفيرماخت من هزيمته في نورماندي وأوقف تقدم الحلفاء.  للحفاظ على تقدمهم، احتاج الحلفاء إلى ميناء رئيسي أقرب إلى خطوطهم من شيربورج ومرسيليا.  كلما تقدم الحلفاء بشكل أعمق في أوروبا، كلما طالت خطوط إمدادهم بينما أصبحت خطوط الإمداد الألمانية بالعكس أقصر، مما أعطى الفيرماخت ميزة في القتال.  على الرغم من أن الفيرماخت قد أهمل بعد عام 1940 الجدار الغربي على طول الحدود مع فرنسا، إلا أن المشاكل اللوجستية أعاقت تقدم الحلفاء بشكل كبير، وتبين أن خط سيغفريد الذي أعيد تنشيطه على عجل كان خط دفاع هائل أخر أمام الحلفاء منعهم من دخول راينلاند.  حتى الجيش الأمريكي الثالث، بقيادة الجنرال جورج باتون، تباطأ تقدمه في لورين إلى ما وصفه المؤرخ الأمريكي جيرهارد واينبرغ بـ "الزحف" بحلول أكتوبر. 
استولى البريطانيون على أنتويرب، ثالث أكبر ميناء في أوروبا، في 5 سبتمبر 1944، لكن أنتويرب كانت عديمة الفائدة للحلفاء طالما احتل الألمان مصب نهر سخيلده، الذي يربط أنتويرب ببحر الشمال.  قرار المشير برنارد مونتغمري بالتركيز على عملية ماركت جاردن، وهي محاولة لتطويق الجدار الغربي، والتي انتهت بهزيمة المظليين الأنجلو-بولنديين في معركة أرنم، بدلاً من تطهير شيلدت، سمحت الهزيمة للقوات الألمانية بحفر التحصينات ومنع الحلفاء من الاستفادة من أنتويرب.  قام الألمان بتعدين نهر شيلدت، الأمر الذي تطلب من كاسحات الألغام إزالة الألغام، الأمر الذي تطلب بدوره إخلاء القوات الألمانية التي كانت تحتل ضفاف النهر. نتيجة لذلك، كان على قوة كندية إلى حد كبير خوض معركة سخيلده الصعبة والدموية في أكتوبر - نوفمبر 1944 لتمكين كاسحات الألغام من تطهير شيلدت.  طالما بقيت أنتويرب مغلقة أمام الحلفاء، لم يكن هناك احتمال أن يقوم الحلفاء بأي تقدم كبير في أراضي الرايخ في خريف عام 1944.  فقط في 28 نوفمبر 1944، بعد أن قامت كاسحات الألغام بتطهير شيلدت، تمكن الحلفاء من البدء في استخدام أنتويرب. وهذا بدوره وضع ستالين في موقف ملائم نسبيًا فيما يتعلق بالتفاوض على السلطة مع الحلفاء. 
مع وجود الجيش الأحمر الآن في عمق البلقان، قرر أدولف هتلر أن اليونان لا يمكن الدفاع عنها وأمر قواته بالانسحاب من اليونان للتوجه إلى يوغوسلافيا قبل أن يقطع الجيش الأحمر خطوط انسحابهم.  في 4 أكتوبر 1944، استولت الجبهة الأوكرانية الثالثة بقيادة المشير فيودور تولبوخين جنبًا إلى جنب مع الثوار اليوغوسلافيين على بلغراد.  حقيقة أن السوفييت لم يتابعوا هجوم بلغراد على البحر الأدرياتيكي، وبدلاً من ذلك توجهوا باتجاه وادي نهر الدانوب باتجاه بودابست، سمحت لمجموعة الجيوش إي الألمانية بقيادة ألكسندر لوهر بالهروب من اليونان.  في 4 أكتوبر 1944، هبط الفيلق البريطاني الثالث بقيادة الجنرال رونالد سكوبي في اليونان.  في 10 أكتوبر 1944، بدأ الألمان في الانسحاب من اليونان.  في 15 أكتوبر 1944، وقع هورثي هدنة مع الاتحاد السوفيتي، لكن هتلر توقع هذه الخطوة وقام بالاستعدادات لإبقاء المجر ساحة معركة بغض النظر عما يعتقده المجريون.  حقيقة أن هورثي أصر على أن شرفه كضابط مجري ورجل نبيل يتطلب منه أن يخبر هتلر بأنه سيوقع هدنة مع السوفييت بالتأكيد أنهى أي شك في ذهن هتلر حول ما كان سيفعله. في نفس اليوم الذي وقع فيه هورثي الهدنة، سيطرت القوات الألمانية على المجر، وعزلت هورثي وفرضت حكومة جديدة بقيادة فيرينتس سالاشي من حزب الصليب المسهم.  عندما انسحب الألمان من اليونان، تولى جبهة التحرير الوطني زمام الأمور ووجد البريطانيون عند هبوطهم أن الجبهة سيطرت على معظم اليونان. 

## الاتفاق
| البلد     | النسبة السوفيتية | نسبة العالم الغربي |
| --------- | ---------------- | ------------------ |
| بلغاريا   | 80٪ → 75٪        | 20٪ → 25٪          |
| اليونان   | 10٪              | 90٪                |
| المجر     | 80٪ → 50٪        | 20٪ → 50٪          |
| رومانيا   | 100٪ → 90٪       | 0٪ → 10٪           |
| يوغسلافيا | 50٪              | 50٪                |

القمة الأنجلو-سوفيتية في موسكو التي بدأت في 9 أكتوبر 1944 كان سببها القضية البلغارية إلى حد كبير، لا سيما إمكانية قيام "بلغاريا الكبرى" بعد الحرب في مجال النفوذ السوفيتي مع احتمال احتلال الجيش الأحمر قريبًا لكل البلقان مع المجر.  بعد أن تجاهل روزفلت بجدية البلقان معظم فترات الحرب، بدأ الآن في الاهتمام بالمنطقة.  في أكتوبر 1944، شارك روزفلت بشكل كامل في حملة إعادة انتخابه حيث سعى لولاية رابعة، مما جعل من المستحيل عليه حضور قمة موسكو كما يشاء.  في برقية إلى ستالين في 4 أكتوبر، أعرب روزفلت عن أسفه لأن حملته لإعادة انتخابه منعته من الحضور، لكن "في هذه الحرب العالمية لا يوجد أي سؤال، سياسي أو عسكري، لا تهتم به الولايات المتحدة".  طلب روزفلت السماح للسفير الأمريكي في الاتحاد السوفيتي، أفيريل هاريمان، بحضور القمة كمراقب، والذي تم رفضه بأدب على أساس أن هاريمان لا يمكنه الحضور إلا كممثل لروزفلت. 
اقترح ونستون تشرشل الاتفاقية، التي وافقت بموجبها المملكة المتحدة والاتحاد السوفيتي على تقسيم أوروبا إلى مناطق نفوذ، بحيث يكون لدولة واحدة "هيمنة" في مجال واحد، بينما تتمتع الدولة الأخرى "بالهيمنة" في مجال آخر. كان جزء من سبب الاتفاقية على الأقل هو أن تشرشل لا يزال يغذي الآمال بأن البريطانيين سيكونون قادرين على الهبوط في يوغوسلافيا والتقدم عبر ليوبليانا جاب، الأمر الذي يتطلب التعاون مع الجيش الأحمر الذي دخل يوغوسلافيا بالفعل.  علاوة على ذلك، فإن اهتمام تشرشل بإبقاء جبهة التحرير الوطني بعيدًا عن السلطة جعله حريصًا على إقناع ستالين، الذي كان دعمه للجبهة في الغالب خطابيًا حتى الآن، بالتخلي عنها لأنه لم يرغب في أن تصبح الخلافات حول اليونان مناسبة لصدام مصالح أنجلو-سوفيتية في البلقان.  في النص البريطاني للمحادثات، كان خوف تشرشل الرئيسي هو أن الاحتمال الوشيك بالفعل للحرب الأهلية في اليونان قد يكون سببًا لحرب أنجلو-سوفيتية مع دعم السوفييت لجبهة التحرير الوطني ودعم البريطانيين للملك.  بعد مناقشة بولندا، أخبر تشرشل ستالين أن رومانيا كانت "شأنًا روسيًا إلى حد كبير" وأن الهدنة السوفيتية الرومانية كانت "معقولة وأظهرت قدرًا كبيرًا من فن الحكم لصالح السلام العام في المستقبل." ثم صرح تشرشل أن "بريطانيا يجب أن تكون القوة الرئيسية في البحر الأبيض المتوسط"، الأمر الذي يتطلب وجود اليونان في دائرة النفوذ البريطاني.  أعرب ستالين عن بعض التعاطف مع البريطانيين الذين لم يتمكنوا خلال معظم الحرب العالمية الثانية من استخدام البحر الأبيض المتوسط بسبب خطر الهجمات البحرية والجوية من قوات المحور المتمركزة في إيطاليا، مما أجبر البريطانيين على إمداد قواتهم في مصر عبر الطريق الطويل حول رأس الرجاء الصالح.  سرعان ما تم التوصل إلى اتفاق مع اليونان ورومانيا، لكن بلغاريا ويوغوسلافيا والمجر أصبحت أكثر صعوبة. 
وفقًا لرواية تشرشل عن الحادث، اقترح تشرشل أن يكون للاتحاد السوفيتي نفوذ 90 بالمائة في رومانيا و75 بالمائة في بلغاريا. يجب أن يكون لدى المملكة المتحدة 90 بالمائة في اليونان؛ وينبغي أن يكون لديهم 50 في المائة في كل من المجر ويوغوسلافيا. كتبه تشرشل على قطعة من الورق دفعها عبرها إلى ستالين، الذي وضع علامة عليها ثم أعادها.   كانت نتيجة هذه المناقشات أن نسب النفوذ السوفييتي في بلغاريا، والأهم من ذلك، تم تعديل المجر إلى 80 بالمائة ورومانيا إلى 100 بالمائة.
أطلق عليها تشرشل "وثيقة شقية". بعد مناقشة البلقان، تحول تشرشل وستالين نحو الأمم المتحدة المقترحة، مع تنازل تشرشل عن مطلب ستالين بأن يكون للقوى العظمى الحق في التصويت على النزاعات الإقليمية التي تشارك فيها، بإعطاء مثال على كيفية مطالبة الصين، بدعم من الولايات المتحدة، بعودة هونغ كونغ بعد الحرب، والتي اعتبرها تشرشل طلبًا شائنًا. نظرًا لأن الولايات المتحدة رفضت الاعتراف بالمكاسب الإقليمية السوفيتية في 1939-40، كانت رسالة تشرشل واضحة هنا، وهي أن هناك مقايضة بأن المملكة المتحدة ستدعم الاتحاد السوفيتي في استعادة حدود عام 1941 مقابل دعم الاتحاد السوفيتي بريطانيا لاستعادة مستعمراتها الآسيوية التي فقدتها لليابان، وهو ما عارضته الولايات المتحدة. كان تشرشل غاضبًا من الدعم الأمريكي لمطالبة الصين بأنها قوة عظمى، وكان يحاول تأمين الدعم السوفييتي ضد الحملة الصينية الأمريكية من أجل قوة أكبر للصين. بمجرد عودة الموضوع إلى البلقان، اعترض ستالين على مطلب بريطانيا بالنفوذ في بلغاريا، وسرعان ما تبين أن القضية الحقيقية كانت تركيا. 

وبناءً على ذلك، نُقل عن ستالين قوله: "إذا كانت بريطانيا مهتمة بالبحر الأبيض المتوسط، فإن روسيا كانت مهتمة بالبحر الأسود بنفس القدر". ادعى ستالين أن اتفاقية مونترو لعام 1936 التي تحكم المضائق التركية كانت متحيزة ضد الاتحاد السوفيتي، وتحتاج إلى مراجعة.  أكد ستالين أنه إذا كان لبريطانيا الحق في السيطرة على قناة السويس بغض النظر عما شعر به المصريون، وبالمثل فإن للولايات المتحدة الحق في السيطرة على قناة بنما بغض النظر عما شعر به البنميون، فإن للاتحاد السوفيتي حق السيطرة على المضائق التركية بغض النظر عما شعر به الأتراك. على الرغم من أن تشرشل بدا متعاطفًا مع ادعاء ستالين بأن الاتحاد السوفييتي لديه "المطالبة الصحيحة والأخلاقية في حرية المرور" عبر المضائق التركية، فقد جادل بأن الأمر سيستغرق "ضغطًا تدريجيًا" لإقناع الأتراك بقبول ذلك. حصل تشرشل على وعد من ستالين بأن الجيش الأحمر لن يدخل اليونان، ثم طلب من ستالين أن "يروج للشيوعيين في إيطاليا وألا يثيرهم"، قائلاً إنه يريد أن يترك "الديمقراطية النقية" تقرر ما إذا ستبقى إيطاليا ملكية أو تصبح جمهورية.  رد ستالين كان:
... كان من الصعب التأثير على الشيوعيين الإيطاليين. اختلف موقف الشيوعيين في دول مختلفة. كان يعتمد على وضعهم الوطني. إذا كان إركولي [بالميرو توجلياتي، الأمين العام للحزب الشيوعي الإيطالي] في موسكو قد يؤثر عليه المارشال ستالين. لكنه كان في إيطاليا حيث اختلفت الظروف. يمكنه إرسال المارشال ستالين إلى الشيطان. يمكن أن يقول إركولي إنه إيطالي ويطلب من المارشال ستالين أن يهتم بشؤونه الخاصة ... ومع ذلك، كان إركولي رجلاً حكيمًا وليس متطرفًا، ولن يبدأ مغامرة في إيطاليا. 
لم يحضر هاريمان قمة تشرشل وستالين في موسكو، لكنه بذل قصارى جهده لإبقاء روزفلت على اطلاع بما تتم مناقشته، على الرغم من أنه لم يذكر شيئًا عن النسب المئوية. كانت المعلومات التي قدمها هاريمان لصديق طفولته روزفلت حول القمة الأنجلو-سوفيتية دقيقة بشكل عام، على الرغم من وجود الكثير حول محادثات تشرشل وستالين التي لم يكن يعرفها. خلال الأشهر العديدة التالية، كان روزفلت يجهل المحتويات الكاملة لقمة موسكو واتفاق النسب المئوية. 
بعد مناقشة إيطاليا، تحولت المحادثة مرة أخرى نحو بلغاريا، والتي ادعى ستالين أن الشيوعيين البلغاريين تم تقييدهم من تطرفهم من قبل الجيش الأحمر. جادل ستالين بأن السوفييت لم يقصدوا استخدام بلغاريا كقاعدة لتهديد تركيا، واعترض على أي دور بريطاني في بلغاريا، مما دفع إيدن للرد بأن بريطانيا كان لها الحق في "حصة صغيرة" بعد أن كانت في حالة حرب مع بلغاريا لثلاث سنوات.  تبين أن بلغاريا كانت الصعوبة الرئيسية خلال الاجتماع في 10 أكتوبر بين إيدن ومولوتوف اتهم إيدن البلغار بإساءة معاملة الضباط البريطانيين في تراقيا اليونانية وأراد من الاتحاد السوفيتي أن يأمرهم بمعاملة الضباط البريطانيين باحترام، رد مولوتوف بالقول إن السوفييت قد وعدوا للتو بعدم التدخل في الشؤون الداخلية اليونانية. سرعان ما تحولت النقطة الرئيسية إلى الهدنة مع بلغاريا. أعطت اتفاقيات الهدنة التي وقعها الاتحاد السوفيتي للتو مع رومانيا وفنلندا السلطة إلى لجنة مراقبة الحلفاء التي كان من المفترض أن تعمل "تحت التوجيه العام والأوامر العامة" للقيادة العليا السوفيتية، مما أعطى السوفييت في الواقع الكلمة الرئيسية في تلك الدول. 
نصت المسودة الأمريكية للهدنة مع بلغاريا على أن لجنة التنسيق الإدارية لبلغاريا كانت مسؤولة أمام حكومات القوى "الثلاث الكبرى"، والتي وافقت بريطانيا على قبولها.  أراد مولوتوف أن يتخلى إيدن عن الدعم البريطاني للمشروع الأمريكي، ويقبل المسودة السوفيتية، التي كانت مطابقة تقريبًا لاتفاقية الهدنة الفنلندية والرومانية. رفض إيدن التنازل، الأمر الذي جعل مولوتوف يشير بأن بلغاريا تحد البحر الأسود، وإذا كان السوفييت على استعداد لقبول أن بريطانيا لديها مصالح خاصة في البحر الأبيض المتوسط، فهل للاتحاد السوفيتي مصالح خاصة في البحر الأسود، مما قاده ليقول "بلغاريا لم تكن إيطاليا أو إسبانيا أو اليونان أو حتى يوغوسلافيا". في مرحلة ما، ألمح مولوتوف إلى أن الاتحاد السوفيتي كان على استعداد لقبول تقسيم يوغوسلافيا مع استيلاء بريطانيا على ساحل البحر الأدرياتيكي والاتحاد السوفيتي من الداخل، إذا تنازل البريطانيون فقط عن بلغاريا.  في 11 أكتوبر، عرض مولوتوف على إيدن نفوذًا بنسبة 20٪ في بلغاريا وهدنة معدلة نصت على أن لجنة التنسيق الإدارية في بلغاريا ستتصرف بناءً على أوامر القيادة السوفييتية العليا ولكن "بمشاركة" الحكومتين البريطانية والأمريكية. وافق إيدن على مسودة مولوتوف، ووافق أيضًا على أن الهدنة مع المجر عند توقيعها ستكون مطابقة للهدنة البلغارية. 
كتب تشرشل في برقية أرسلها إلى روزفلت في 11 أكتوبر:
في نفس اليوم أرسل تشرشل رسالة إلى ستالين يقول فيها إن بريطانيا لها علاقات خاصة بالملك بيتر الثاني والملك جورج الثاني ملك اليونان، الأمر الذي جعل من شرف بريطانيا إعادتهم إلى عروشهم، على الرغم من أنه أعلن أيضًا أنه يؤمن بأن كان يحق لشعوب البلقان أن تختار أي شكل من أشكال النظام السياسي الذي تفضله باستثناء الفاشية. ذكر تشرشل أن النسب المئوية كانت فقط "طريقة يمكننا من خلالها رؤية مدى قربنا من بعضنا في أفكارنا" وإيجاد وسيلة للاقتراب. نحو مجلس الوزراء الحربي عند عودته إلى لندن في 12 أكتوبر، صرح تشرشل أن الاتفاقية كانت "مجرد دليل مؤقت للمستقبل المباشر ..."
جادل تشرشل بأن التنازل عن رومانيا إلى المجال السوفيتي كان فقط لأن أنطونيسكو اختار المشاركة في عملية بربروسا في يونيو 1941.  من خلال إيدن، حصل البلغار على التزام من مولوتوف بالانسحاب من أجزاء يوغوسلافيا واليونان التي احتلوها، ولم تختف مشكلة مناطق النفوذ في بلغاريا والهدنة البلغارية.  اكتشف الأمريكيون الآن اهتمامًا ببلغاريا بعد كل شيء، وأصر وزير الخارجية كورديل هل على نص اتفاقية الهدنة التي من شأنها أن تمنح الوفد الأمريكي في لجنة التنسيق الإدارية التي تشرف على بلغاريا رأيًا مساويًا للوفد السوفيتي. من خلال السفير الأمريكي في بريطانيا العظمى جون جيلبرت وينانت تم التصويت عليه في اجتماع اللجنة الاستشارية الأوروبية في 21 أكتوبر 1944 حول نص الهدنة البلغارية، وذكر أيضًا أن هذا لم يكن نهائيًا وأن الولايات المتحدة مستعدة لإعادة فتح السؤال في الاجتماع القادم للجنة الاستشارية الأوروبية. 

## التأريخ
فقط في عام 1958 اعترف المؤرخون السوفييت لأول مرة برواية تشرشل في كتابه "انتصار ومأساة"، حيث قاموا بإنكارها فقط.  كتب المؤرخ الدبلوماسي السوفيتي إيغور زيمسكوف في المجلة التاريخية الحياة الدولية أن مطالبة تشرشل باتفاقية النسب المئوية كانت كذبة "قذرة وفجة" لا أساس لها في الواقع، قائلا إنه لم يتم تقديم مثل هذا العرض إلى ستالين، الذي كان سيرفضه إذا ما تم.  اتهام ستالين بتخليه ببرود وسخرية عن جبهة التحرير الوطني التي كانت في وضع يسمح لها بالاستيلاء على كل اليونان في أكتوبر 1944 ثبت أنه ضار بسمعته في الأوساط اليسارية. يعتقد بعض المؤرخين، بمن فيهم غابرييل كولكو وجيوفري روبرتس، أن أهمية الاتفاقية مبالغ فيها. يكتب كولكو :
يكتب هنري باترفيلد رايان، أن "إيدن ومولوتوف تفاوضوا بشأن هذه النسب كما لو كانا يتفاوضان على بساط في أحد الأسواق، حيث حاول مولوتوف، بنجاح في النهاية، تقليص أرقام بريطانيا."  في تاريخ كامبريدج للحرب الباردة، كتب نورمان نيمارك أنه جنبًا إلى جنب مع اتفاقيات يالطا وبوتسدام، "أكدت اتفاقية النسب المئوية سيئة السمعة بين جوزيف ستالين ووينستون تشرشل ... أن أوروبا الشرقية، في البداية على الأقل، ستقع في نطاق نفوذ الاتحاد السوفيتي". في سيرته الذاتية عن تشرشل، كتب روي جينكينز أن الاتفاقية "اقترحت مجالات تأثير السياسة الواقعية في البلقان. أفاد سجل [وزارة الخارجية] أن [تشرشل] قال إن "الأمريكيين سيصابون بالصدمة إذا رأوا مدى فظاظة ما قاله". كتب ديفيد كارلتون أنه "[مع عقد أكتوبر] تم التوصل إلى اتفاق غير رسمي واضح بشأن النقطة الأكثر أهمية بالنسبة لتشرشل: لقد حصل على موافقة ستالين للتعامل مع اليونان بالشكل الذي يراه مناسبًا."  كتب أنتوني إيدن أنه قبل الاجتماع بأشهر، ناقش هو وتشرشل القضية و"شعرنا أنه يحق لنا طلب الدعم السوفيتي لسياستنا [فيما يتعلق باليونان] مقابل الدعم الذي كنا نقدمه للسياسة السوفيتية مع فيما يتعلق برومانيا". وصف ريتشارد كرامبتون الاتفاقية بأنها "سيئة السمعة" مع تشرشل وستالين "بطريقة متعجرفة" تقسم أوروبا الشرقية إلى مناطق نفوذ دون أي جهد للتشاور مع الشعوب المعنية. 

## النتائج
كما رأى تشرشل، كانت الاتفاقية مواتية للغاية بالنسبة لبريطانيا حيث كانت الجبهة الوطنية تسيطر على اليونان في الغالب، والتي وافق ستالين على قبولها في دائرة النفوذ البريطاني، بينما اعترفت بريطانيا في المقابل ببلغاريا ورومانيا، التي احتلها الجيش الأحمر بالفعل، على أنها في مجال النفوذ السوفياتي.  من وجهة النظر البريطانية، أدى وجود اليونان في دائرة النفوذ البريطاني إلى إنهاء أي احتمال بوصول الجبهة الوطنية إلى السلطة ومن ثم منح قواعد الاتحاد السوفيتي في اليونان، والتي جعل موقع تلك الأمة مفتاحًا للسيطرة على شرق البحر الأبيض المتوسط، وهو الأمر بالنسبة لتشرشل كانت أهم بكثير من بقية دول البلقان.  حقيقة أن روزفلت لم يشارك تشرشل حماسه لاستعادة الملك جورج الثاني ملكًا لليونان كان عاملاً حاسمًا في التوصل إلى اتفاقه الخاص مع ستالين واستبعاد الأمريكيين.  خشي تشرشل من أنه إذا تم تضمين روزفلت في المحادثات حول مستقبل اليونان، فإن الأمريكيين قد يقفون إلى جانب السوفييت ويوافقون على الاعتراف بالجبهة كحكومة شرعية.  أثناء معارك ديكيمفريانا في أثينا، أصدر روزفلت بيانًا لا يوافق على الاقتتال الدائر، وصرح على انفراد بأنه روع من الطريقة التي جند بها البريطانيون علانية كتائب الأمن المتعاونة الذين خدموا بأمانة ألمانيا النازية للقتال معهم ضد الجبهة الوطنية.  وبالمثل، كانت التغطية الإعلامية الأمريكية للديكمفريانا معادية بشكل كبير للبريطانيين حيث انتقد الصحفيون الأمريكيون تشرشل لتجنيده الكتائب الأمنية للقتال من أجل الملك جورج الذي لا يحظى بشعبية. 
رداً على المزاعم الأمريكية بأن بريطانيا كانت تمارس "سياسة القوة" في اليونان، رد تشرشل مرة أخرى في خطاب: "ما هي سياسة القوة؟ . . . هل امتلاك البحرية ضعف حجم أي بحرية أخرى هي سياسة القوة؟ هل امتلاك أكبر قوة جوية في العالم، مع قواعد في كل جزء من العالم هي سياسة القوة؟ هل امتلاك كل الذهب في العالم هي سياسة القوة؟ إذا كان الأمر كذلك، فنحن بالتأكيد لسنا مذنبين بهذه الجرائم، يؤسفني أن أقول إنها من الكماليات التي ماتت عنا. "يعكس تشرشل المرارة المستمرة تجاه النقد الأمريكي لسياسته خلال ديكمفريانا، قدم تشرشل في انتصار ومأساة إعلان مبدأ ترومان في عام 1947 باعتباره اعترافًا أمريكيًا متأخرًا بصحة سياسته اليونانية، وكتب كيف أن الأحداث اللاحقة "بررت تمامًا" أفعاله. وضع تشرشل جنبًا إلى جنب تصريح وزير الخارجية بالنيابةدين آتشيسون في عام 1947 أمام مجلس الشيوخ بأن انتصار الشيوعيين اليونانيين في الحرب الأهلية اليونانية سيكون "خطيرًا" على الولايات المتحدة. كان جزء على الأقل من سبب كشف تشرشل عن اتفاق النسب المئوية في كتابه هو تصوير نفسه على أنه رجل دولة بعيد النظر وقع بذكاء على اتفاقية النسب المئوية لمنع الاتحاد السوفيتي من دعم الشيوعيين اليونانيين.
في مؤتمر يالطا (فبراير 1945)، اقترح روزفلت أن القضايا التي أثيرت في اتفاق النسب المئوية يجب أن تقررها الأمم المتحدة الجديدة. شعر ستالين بالفزع لأنه أراد منطقة نفوذ سوفياتية في أوروبا الشرقية.
ووفقًا لملفين ليفلر، فإن تشرشل "سعى إلى التراجع" عن اتفاق النسب المئوية مع انتهاء الحرب العالمية وتأمين اليونان. كان هذا هو الحال بشكل خاص حيث احتفظ تشرشل وروزفلت بسلطة تقديرية شديدة حول الاتفاقية التي لم يكن خلفاؤهما في المنصب على علم بها. في غضون ذلك، اعتقد ستالين في البداية أن الاتفاقية السرية كانت أكثر أهمية من الصفقة العامة في يالطا، مما أدى إلى إدراكه للخيانة والإلحاح المتزايد لتأمين الحكومات الصديقة على حدود الاتحاد السوفيتي.
كتب تشرشل عن تاريخ الحرب العالمية الثانية للتأثير على الحاضر بقدر ما كتب لفهم الماضي. في الخمسينيات من القرن الماضي، كان تشرشل مهووسًا بإمكانية نشوب حرب نووية، وأراد بشدة إيجاد طريقة لنزع فتيل الحرب الباردة قبل أن تتحول إلى حرب عالمية ثالثة، والتي كان يعتقد أنها قد تكون نهاية البشرية. كان الموضوع الرئيسي للمجلدات اللاحقة في سلسلة تاريخ الحرب العالمية الثانية هو أنه كان من الممكن التوصل إلى تفاهم مع الاتحاد السوفيتي. بالنظر إلى هذه المخاوف، قدم تشرشل اتفاق النسب المئوية باعتباره انتصارًا لفن الحكم، مع الإشارة الضمنية الواضحة إلى أن هذا كان الحل للحرب الباردة مع موافقة القوى الغربية والاتحاد السوفيتي على احترام مناطق نفوذ بعضها البعض.  في مقابلة عام 1956، قال تشرشل:
وقعت جميع البلدان المذكورة في اتفاقية النسب تحت السيطرة الشيوعية باستثناء اليونان، حيث خسر الشيوعيون الحرب الأهلية اليونانية. بعد انقسام تيتو وستالين في عام 1948، أصبحت يوغوسلافيا، التي كانت تعتبر في نطاق النفوذ السوفييتي، محايدة في الحرب الباردة. كانت بلغاريا ورومانيا والمجر في دائرة النفوذ السوفيتي بعد عام 1945. بعد عام 1956، ظلت المجر تحت حكميانوش كادار موالية لموسكو فيما يتعلق بالشؤون الخارجية، لكنها أدخلت إصلاحات مهمة في المجال المحلي أطلق عليها اسم "شيوعية جولاش".  كانت رومانيا تحت حكم جورج جورغيو ديج موالية للاتحاد السوفيتي في البداية، لكنها بدأت في إظهار علامات الاستقلال منذ عام 1959 فصاعدًا مع رفض الخطط الاقتصادية السوفيتية لرومانيا.  ازداد الميل الروماني للابتعاد عن مجال النفوذ السوفيتي تحت خكم نيكولاي تشوسيسكو، الذي أقام علاقات دبلوماسية مع ألمانيا الغربية في عام 1967، وانتقد الغزو السوفياتي لتشيكوسلوفاكيا عام 1968 وأفغانستان في عام 1979، وفي عام 1971 زار الصين، التي خاضت للتو حربًا حدودية مع الاتحاد السوفيتي في عام 1969، للإشادة بماو زيودونغ باعتباره نموذجًا يحتذى به لرومانيا.  الميل الروماني لمدح الصين، التي تحدت الاتحاد السوفيتي لقيادة العالم الشيوعي، كان يُنظر إليه على نطاق واسع في الداخل والخارج على أنه مناهض للسوفييت.

## روابط خارجية
- تقسيم أوروبا ، بحسب ونستون تشرشل وجوزيف ستالين (1944) (مسح منديل المائدة المعني)
- جيفري روبرتس ، احذر الهدايا اليونانية: اتفاقية "النسب المئوية" لتشرشل-ستالين في أكتوبر 1944
- مقتطفات من كتاب ستالين